# A Portuguesa
A Portuguesa là quốc ca của Bồ Đào Nha. Bài hát được sáng tác bởi Alfredo Keil và được viết bởi Henrique Lopes de Mendonça trong phong trào dân tộc chủ nghĩa đang trỗi dậy do Hội nghị tối hậu thư năm 1890 của Anh đến Bồ Đào Nha liên quan đến các thuộc địa Châu Phi của nước này.

## Lịch sử
Vào ngày 11 tháng 1 năm 1890, Vương quốc Anh ra tối hậu thư yêu cầu Bồ Đào Nha không được chiếm lĩnh đất đai thuộc địa nằm giữa các thuộc địa của Bồ Đào Nha là Angola ở bờ biển phía tây châu Phi và Mozambique ở bờ biển phía đông, từ đó hình thành một chính thể liền kề. Bất chấp sự náo động của dân chúng, chính phủ Bồ Đào Nha đã chấp nhận yêu cầu của họ. Điều này góp phần khiến Vua Carlos I và chế độ quân chủ không được ủng hộ, đồng thời thu hút được sự ủng hộ đối với phong trào cộng hòa ngày càng phổ biến ở Bồ Đào Nha.
Đêm sau khi tối hậu thư được chấp nhận, nhà soạn nhạc Alfredo Keil , theo gợi ý của một nhóm bạn bao gồm Rafael Bordalo Pinheiro và Teófilo Braga, đã viết giai điệu cho "A Portuguesa" như một cuộc tuần hành bày tỏ lòng yêu nước. Lấy cảm hứng từ sự phẫn nộ của người dân Bồ Đào Nha về chế độ quân chủ, người viết lời là Henrique Lopes de Mendonça đã chấp nhận yêu cầu của Keil để tạo lời cho phù hợp với giai điệu của ông. Mendonça nói "A Portuguesa" là một bài hát "trong đó linh hồn bị tổn thương của quê cha đất tổ sẽ hòa nhập với tham vọng tự do và phục hưng"; ông hy vọng đó sẽ là một bài hát được mọi người đón nhận, có thể bày tỏ sự khao khát được minh oan của đất nước. Những biểu hiện như vậy được mô tả bằng fado tiếng Bồ Đào Nha , và" Hino da Maria da Fonte ". Bài hát nhanh chóng được phổ biến; hàng nghìn bản sao của bản nhạc đã được phân phát miễn phí, cùng với tờ rơi và áp phích. Sự phổ biến của bài hát cũng lan rộng khắp biên giới quốc gia, và các câu thơ đã được dịch sang các ngôn ngữ khác.
Trong một số sân khấu ở Lisbon, "A Portuguesa" đã thu hút sự chú ý đặc biệt. Vào ngày 29 tháng 3 năm 1890, cuộc tuần hành được biểu diễn tại Buổi hòa nhạc Yêu nước Vĩ đại, được tổ chức tại Teatro Nacional de São Carlos (Nhà hát Quốc gia Saint Charles), cũng như tại mọi nhà hát khác ở thủ đô. Ngoài việc sử dụng trong các cuộc trưng bày văn hóa, "A Portuguesa" còn được biểu diễn để thu lợi nhuận thương mại. Một số sản phẩm thực phẩm, bao gồm cá mòi đóng hộp và bánh quy, đã được đặt tên cho bài hát này.
Tuy nhiên, bài hát bị coi là một vũ khí chính trị, và nó sớm được chuyển thành một bài thánh ca của đảng cộng hòa. Sự đồng lựa chọn chính trị về ý nghĩa ban đầu của chủ đề này đã buộc cả hai tác giả từ chối tầm nhìn này và nhấn mạnh tình cảm thuần túy phi đảng phái của nó.  Vào ngày 31 tháng 1 năm 1891, một cuộc nổi dậy nổ ra ở phía bắc thành phố Porto và "A Portuguesa" được quân nổi dậy sử dụng làm bài hát hành quân của họ. Cuộc nổi loạn đã bị dẹp tan, và bài hát bị cấm. Tuy nhiên, nó không bao giờ bị lãng quên và vào ngày 5 tháng 10 năm 1910, một cuộc nổi dậy mới và mạnh mẽ hơn đã phát triển. Một năm sau, kỳ họp đầu tiên của Quốc hội lập hiến chính thức tuyên bố nó là quốc ca.
Năm 1956, sự xuất hiện của các biến thể của bài quốc ca đã buộc chính phủ phải thành lập một ủy ban với mục đích xác định một phiên bản chính thức. Vào ngày 16 tháng 7 năm 1957, phiên bản hiện tại đã được đề xuất và được Hội đồng Bộ trưởng phê duyệt.

## Lời tiếng Bồ Đào Nha
1. Heróis do mar, nobre povo,
Nação valente, imortal,
Levantai hoje de novo
O esplendor de Portugal!
Entre as brumas da memória,
Ó Pátria, sente-se a voz
Dos teus egrégios avós,
Que há-de guiar-te à vitória!
2. Desfralda a invicta Bandeira,
À luz viva do teu céu!
Brade a Europa à terra inteira:
Portugal não pereceu
Beija o solo teu jucundo
O oceano, a rugir d'amor,
E o teu Braço vencedor
Deu mundos novos ao mundo!
3. Saudai o Sol que desponta
Sobre um ridente porvir;
Seja o eco de uma afronta
O sinal do ressurgir.
Raios dessa aurora forte
São como beijos de mãe,
Que nos guardam, nos sustêm,
Contra as injúrias da sorte.

Điệp ngữ:
Às armas, às armas!
Sobre a terra, sobre o mar,
Às armas, às armas!
Pela Pátria lutar
Contra os canhões marchar, marchar!

## Lời tiếng Việt
1. Anh hùng của biển, những công dân cao quý,
Của dân tộc dũng cảm, bất tử,
Hãy đứng dậy cho ngày hôm nay
Ánh huy hoàng nghìn năm của Bồ Đào Nha!
Giữa những đám sương mù trong ký ức,
Ôi Tổ quốc, hãy lắng nghe tiếng nói
Của các bậc tổ tiên phi thường của bạn,
Để điều đó dẫn bạn đến chiến thắng!
2. Giương cao lá cờ bất khả chiến bại,
Trong ánh sáng của bầu trời của bạn!
Hô vang từ Châu Âu ra toàn bộ trái đất:
Bồ Đào Nha đã không bị diệt vong
Hôn lên mảnh đất thân yêu của bạn
Đại dương, gào thét với tình yêu,
Và cánh tay chiến thắng của bạn
Mang đến thế giới mới cho thế giới!
3. Chào mặt trời nhô lên
Về một tương lai đầy tiếng cười;
Hay là tiếng vang của một cuộc đối đầu
Dấu hiệu của sự hồi sinh.
Tia sáng bình minh mạnh mẽ
Họ giống như những nụ hôn mẹ,
Điều đó giữ cho chúng ta, nâng đỡ chúng ta,
Chống lại những vết thương của số phận.

Điệp ngữ:
Tiến lên, tiến lên!
Trên đất liền, trên biển,
Tiến lên, tiến lên!
Chiến đấu cho Tổ quốc ta
Chống lại những khẩu đại bác, hãy tiến quân, tiến quân!